# جون إتش فووت
جون إتش فووت هو كاتب سير ومؤرخ وناقد سينمائي كندي، ولد في 21 مايو 1959 في أوشاوا في كندا.

## وصلات خارجية
- الموقع الرسمي